# Městská galerie Litomyšl

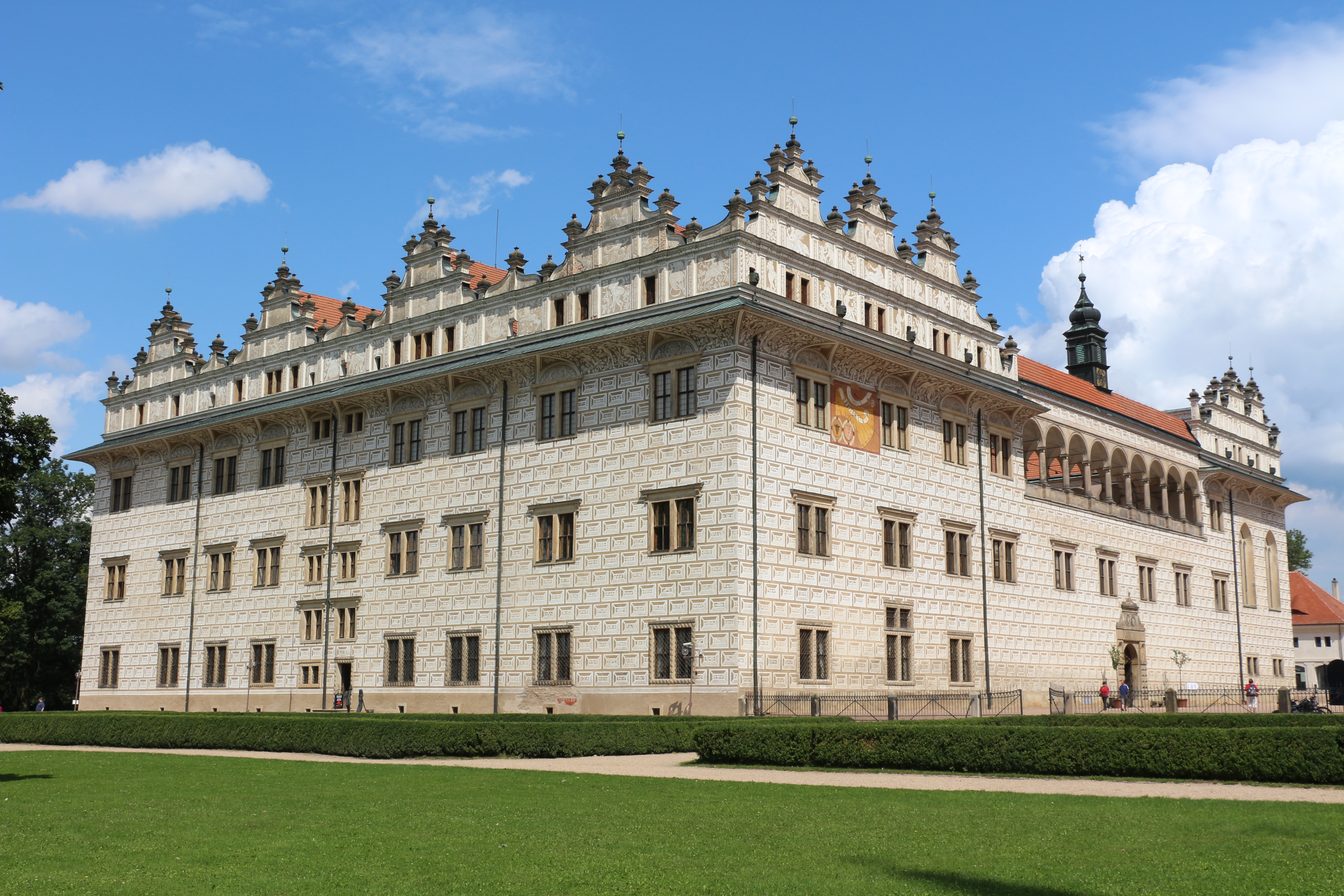
Státní zámek Litomyšl – 2. patro, Městská obrazárna

Městská galerie Litomyšl je kulturní instituce, která spravuje sbírkový fond výtvarného umění, zejména autorů s vazbou na litomyšlský region. Zaměřuje se na pořádání výstav výtvarného umění 19. – 21. století, komentovaných prohlídek, doprovodných programů pro školy a veřejnost. Jejím zřizovatelem je město Litomyšl.
Sídlí a krátkodobé výstavy pořádá v domě U Rytířů, Smetanovo nám. 110, Litomyšl.
Spravuje prostory a expozici Městské obrazárny ve 2. patře litomyšlského zámku.

## Historie Městské galerie Litomyšl
Městská galerie byla založena 25. června 1925, v následujícím roce, 28. září 1926 byly slavnostně otevřeny její výstavní prostory v prvním patře litomyšlského zámku, které poskytl galerii zdarma majitel zámku – Albert z Thurn-Taxisu. Vystavena byla díla Antonína Dvořáka a jeho žáka Viktora Faltise a litomyšlského rodáka Julia Mařáka, které městu Litomyšl půjčili sourozenci Albertovi (potomci Viktora Faltise) a další díla, zejména zápůjčky od soukromých sběratelů a z majetku městského muzea. Kolem této kolekce se začal tvořit sbírkový fond, který galerie spravuje dodnes.
Prvním správcem galerie se stal učitel a městský radní Václav Drbohlav, který tuto funkci zastával až do roku 1937 a pod jehož vedení došlo ke kvalitativnímu i kvantitativním rozvoji sbírkového fondu, do nějž se se vedle děl místních autorů dostaly obrazy předních českých moderních umělců – Františka Tichého, Otakara Kubína, Jana Zrzavého a dalších. V roce 1939 se tak Městská obrazárna nacházela již v 10 zámeckých místnostech a byla obohacena mj. o síň Maxe Švabinského, Josefa Voleského a síň současného českého umění.
V roce 1937 se do čela galerie postavil MUDr. František Lašek, který navázal na Drbohlavovu akviziční a výstavní koncepci, jako purkmistr si však mohl dovolit větší investice. Lašek také zřídil kuratorium (poradní sbor) galerie, jemuž až do roku 1946 předsedal. Zabýval se úvahami na vybudování samostatné budovy galerie, o níž snil již Drbohlav.
Do činnosti galerie nepříznivě zasáhla druhá světová válka, v roce 1944 byla expozice ze zámeckých prostor deinstalována a uskladněna v muzeu a v oratoři piaristické koleje. Do zámku, který byl po válce majitelům konfiskován – tentokrát do 2. patra – se obrazárna vrátila v roce 1947.
Ani další události nepřály rozvoji litomyšlské galerie. 1. ledna 1961 se galerie spojila s muzeem v instituci nazvanou Vlastivědné muzeum a galerie v Litomyšli; galerie tak přestala právně existovat. Výtvarná díla byla i nadále vystavena ve 2. patře litomyšlského zámku v 16 místnostech. V roce 1965 přešla obrazárna Krajskému středisku státní památkové péče v Pardubicích. To přislíbilo otevřít zámeckou galerii zaměřenou na umění 19. století v takové podobě, aby byla obrazárně navrácena „původní důstojnost a sláva“, ale během 60. a 70. let galerie naopak musela neustále ustupovat nové ideologické koncepci litomyšlského zámku, nejprve expozici o životě a díle Zdeňka Nejedlého, posléze Muzeu české hudby. Sbírka výtvarného umění přešla v roce 1976 opět pod Městské muzeum v Litomyšli, zámecké prostory byly postoupeny nové velkolepě připravované expozici Muzea české hudby a galerijní fond byl spojen se sbírkami muzea. Značná část galerijního fondu, který byl již v předchozích letech uložen v nevyhovujících podmínkách (v prostorách se zatékající střechou nevyjímaje), byl složen do jedné zámecké místnosti.
V roce 1977 věnovala Anna Matičková Litomyšli na přání svého muže Josefa Matičky sbírku jeho obrazů a obrazů moderního českého umění. Dar obsahoval mimo jiné špičková díla Emila Filly, Jana Zrzavého, Josefa Čapka, ad. Podmínkou daru bylo zřízení Galerie Josefa Matičky v domě U Rytířů. Ten byl v letech 1975–1977 pro účely zamýšlené galerie rekonstruován, ale název nikdy nevstoupil v platnost, neboť ho nejspíše odmítlo schválit Ministerstvo kultury. Stálá expozice Josefa Matičky byla v domě U Rytířů do roku 1986, poté zde muzeum pořádalo krátkodobé výstavy výtvarného umění.
Po listopadové revoluci byly oživeny naděje na znovuotevření městské obrazárny, v roce 1994 byly ve 2. poschodí litomyšlského zámku otevřeny výstavní prostory, kde se pořádaly krátkodobé výstavy výtvarného umění. Město Litomyšl vyčlenilo nezanedbatelnou částku pro zabezpečení prostor a zakoupení uměleckých děl pro novou instalaci obrazárny. Podařilo se získat práce Václava Boštíka, Stanislava Podhrázského, Bohdana Kopeckého, Ludmily Jandové a dalších. V červnu roku 2000 byla znovuotevřena nová expozice Městské obrazárny.
1. 1. 2004 se Muzeum a galerie Litomyšl rozdělilo na Městskou galerii Litomyšl, spravovanou městem Litomyšl, a Regionální muzeum v Litomyšli, patřící Pardubickému kraji. Městská galerie Litomyšl sídlí v domě U Rytířů, kde pořádá krátkodobé výstavy výtvarného umění, a spravuje prostory Městské obrazárny ve 2. patře litomyšlského zámku.

### Výstavy

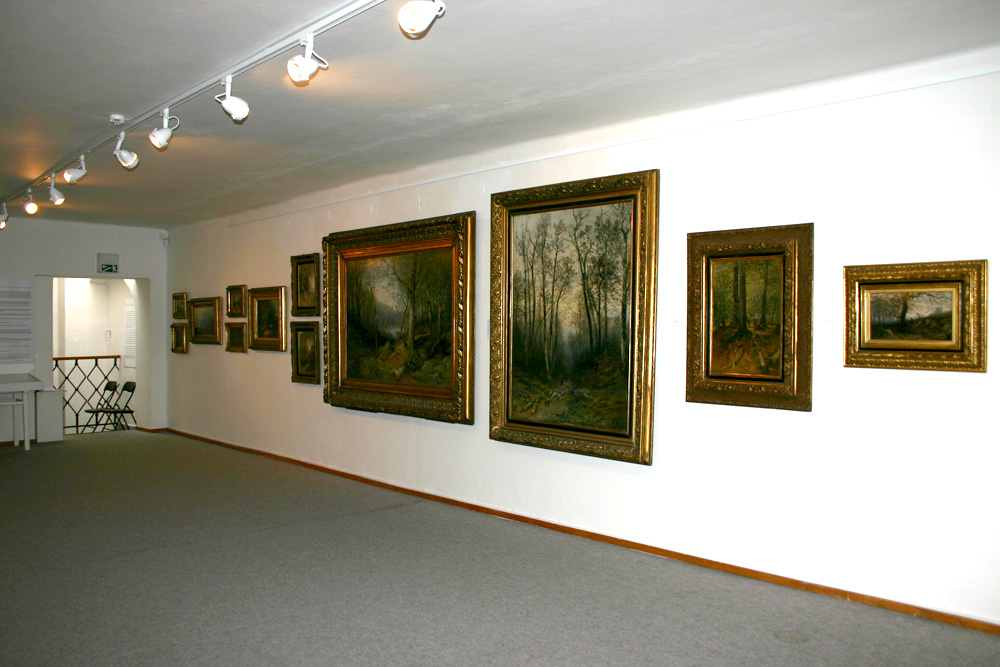
Výstava Julia Mařáka v domě U Rytířů v Litomyšli v roce 2012
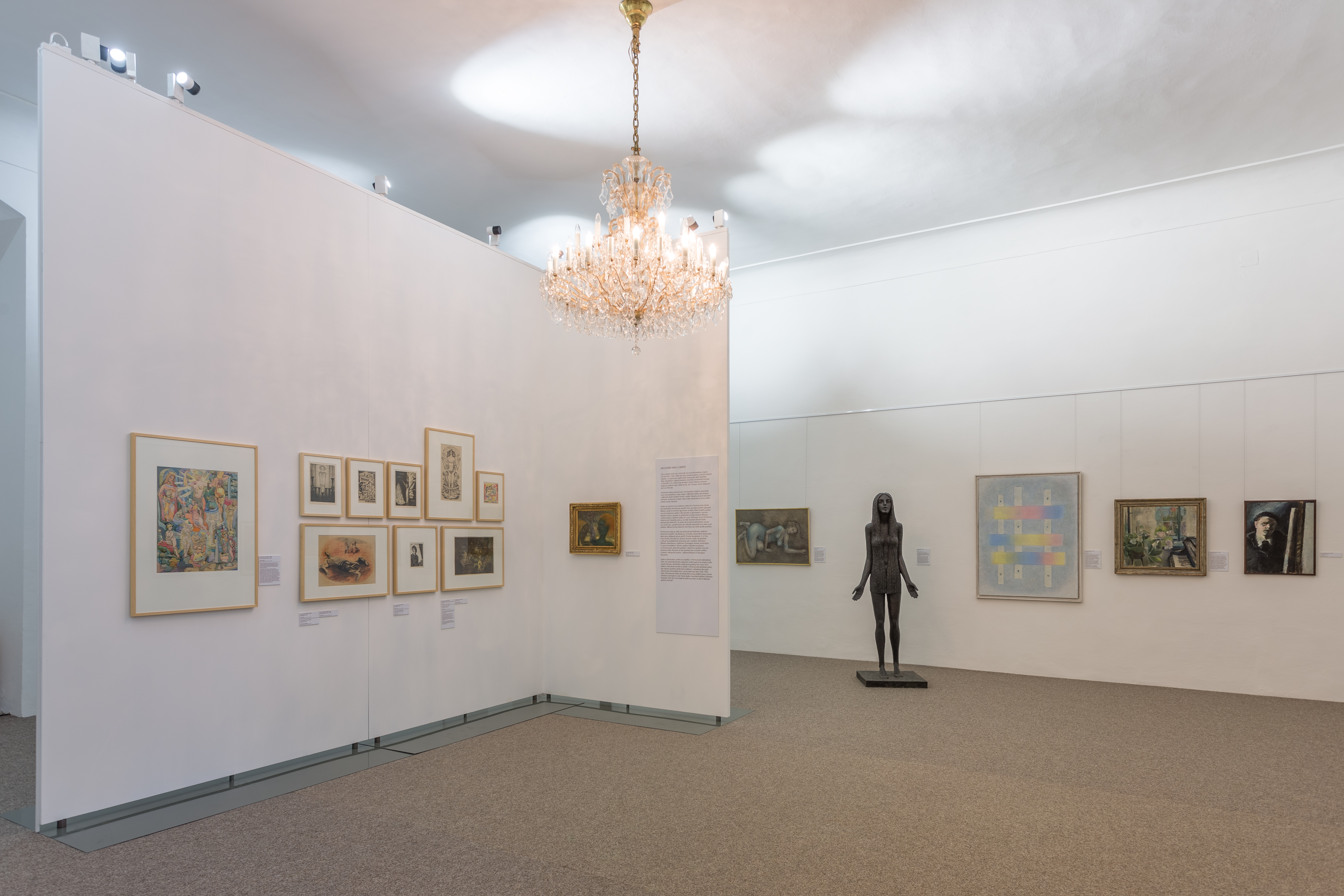
Expozice Městské obrazárny Litomyšl, 2015

## Historie v datech
- 1925–1961 Městská galerie v Litomyšli
- 1960–1961 Městská galerie přešla pod Osvětovou besedu v Litomyšli
- 1961–1965 Městská galerie byla spojena s muzeem pod instituci s názvem Vlastivědné museum a galerie v Litomyšli
- 1965–1976 Galerie přešla pod Krajské středisko státní památkové péče v Pardubicích
- 1976–1993 Galerie byla opět spojena s muzeem pod instituci s názvem Městské muzeum v Litomyšli
- 1994–2003 byl změněn název instituce na Muzeum a galerie v Litomyšli
- 2004–dosud byla obnovena právní samostatnost a název galerie – Městská galerie Litomyšl